# Piernicola Pedicini

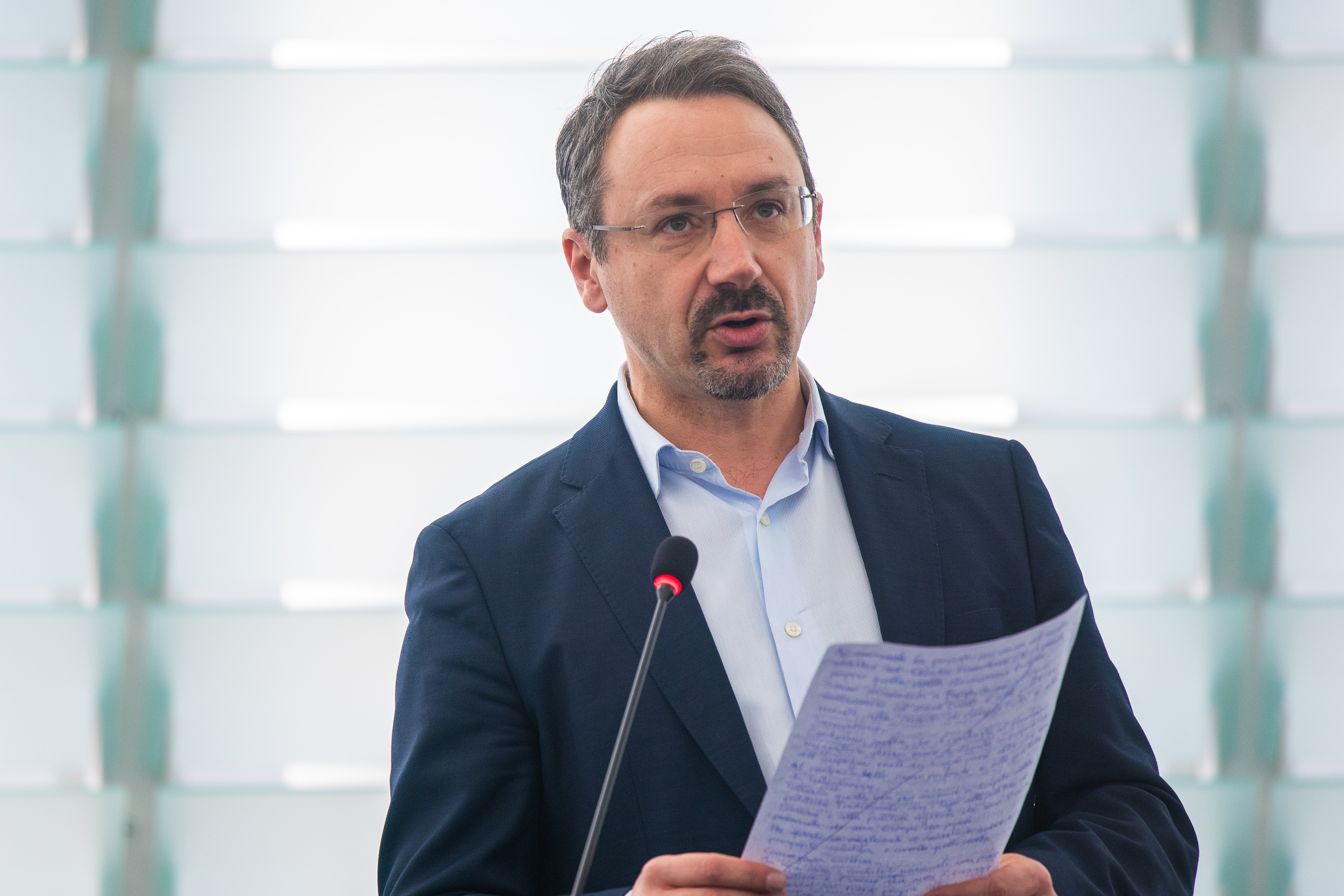
Pedicini, Februar 2020

Piernicola Pedicini (* 22. Mai 1969 in Benevento) ist ein italienischer Politiker (parteilos, ehemals MoVimento 5 Stelle). Er ist seit 2014 Abgeordneter im Europäischen Parlament.
Im Europäischen Parlament ist Pedicini Stellvertretender Vorsitzender der Delegation in der Paritätischen Parlamentarischen Versammlung AKP-EU und Mitglied im Ausschuss für Umweltfragen, öffentliche Gesundheit und Lebensmittelsicherheit, in der Delegation im Ausschuss für parlamentarische Kooperation EU-Russland und in der Delegation für die Beziehungen zu Afghanistan.
Im Dezember 2020 verließ er das MoVimento 5 Stelle. Er schloss sich mit drei weiteren ehemaligen M5S-Mitgliedern der Fraktion Die Grünen/Europäische Freie Allianz an. Auf europäischer Ebene ist er zudem seit Mai 2021 Mitglied der Europäischen Freien Allianz.